# Ferenc Nagy
Ferenc Nagy (wym. /ˈfɛrɛnt͡s ˈnɒɟ/; ur. 8 października 1903 w Bisse, zm. 12 czerwca 1979 w Fairfax) – węgierski polityk Niezależnej Partii Drobnych Rolników. W 1946 objął stanowisko premiera Węgier, po tym jak jego poprzednik Zoltán Tildy został po proklamowaniu ustroju republikańskiego pierwszym prezydentem kraju.
Funkcję premiera Węgier pełnił od 4 lutego 1946 do 31 maja 1947 roku. Podczas wizyty premiera w Szwajcarii w maju 1947 roku Sowieci przedstawili 28 maja fałszywe dokumenty, mające dowodzić udziału Nagya w spisku antypaństwowym. Jednocześnie węgierscy komuniści, kierujący ministerstwem spraw wewnętrznych, aresztowali jego syna jako zakładnika i zażądali dymisji premiera. Nagy zgodził się zrezygnować 30 maja, natomiast formalny akt rezygnacji wydał po przyjeździe syna do Szwajcarii 2 czerwca 1947. Miejsce Nagya na stanowisku premiera zajął, wysunięty przez Mátyása Rákosiego, Lajos Dinnyés, który formalnie był politykiem Partii Drobnych Rolników, a w rzeczywistości marionetką komunistów. Umożliwiło to węgierskim komunistom przekreślenie rezultatu demokratycznych wyborów parlamentarnych i realne przejęcie pełni władzy. Nagy uzyskał azyl polityczny w Stanach Zjednoczonych. W Herndon, w Wirginii prowadził farmę mleczarską.
W 1959 roku został prezesem Permindeksu, holdingu handlowo-wystawienniczego z siedzibą w Bazylei, w Szwajcarii.
Swoje życie i karierę polityczną Nagy opisał w książce The Struggle behind the Iron Curtain, która opublikowana została w 1948 roku przez wydawnictwo MacMillan.

## Życie prywatne
Jego żoną była Julia. Miał synów, Ferenca juniora (ur. 1926) i Laszlo (ur. 1943) i córkę Julię (ur. 1927), która była jego osobistą sekretarką.